# Boletina hei
Boletina hei är en tvåvingeart som beskrevs av Wu 1995. Boletina hei ingår i släktet Boletina och familjen svampmyggor.
Artens utbredningsområde är Zhejiang (Kina). Inga underarter finns listade i Catalogue of Life.